# Орлов, Василий Иванович (Герой Социалистического Труда)
Василий Иванович Орлов — советский хозяйственный и государственный деятель, Герой Социалистического Труда.

## Биография
Родился в 1901 году в селе Ферязкино. Член КПСС.
До 1941 года — организатор коллективного сельскохозяйственного производства в Тверской губернии и Калининской области.
Участник Великой Отечественной войны в составе 619-го артиллерийского полка 179-й стрелковой дивизии
В 1945—1973 — председатель колхоза имени Кирова Калининского района Калининской области.
Указом Президиума Верховного Совета СССР от 22 марта 1966 года присвоено звание Героя Социалистического Труда с вручением ордена Ленина и золотой медали «Серп и Молот».
Делегат XXIII съезда КПСС.
Умер в 1979 году в Тургиново.

## Награды и звания
- Герой Социалистического Труда (22.03.1966)
- Орден Ленина (22.03.1966)
- Орден Октябрьской Революции (08.04.1971)